# A. S. Byatt
Antonia Susan Drabble (Sheffield, Yorkshire del Sur, Inglaterra, 24 de agosto de 1936-Londres, 16 de noviembre de 2023), conocida como A. S. Byatt, fue una novelista, poeta, profesora y filóloga británica. Su obra más conocida es Posesión, con la que obtuvo el Premio Booker en 1990, el más prestigioso de las letras anglosajonas.

## Biografía
Nació en Sheffield y fue registrada con el nombre de Antonia Susan Drabble. Estudió en York, en Cambridge y en el Bryn Mawr College de Pensilvania, Estados Unidos; tiempo después, estuvo en Somerville College, Oxford, donde empezó a trabajar hasta que se casó con sir Ian Byatt, de quien acabó divorciándose. Trabajó después en la Universidad de Londres y Central School of Art and Design, y son relevantes sus obras de crítica literaria. Es la hermana mayor de la escritora Margaret Drabble (n. 1939) y de la historiadora Helen Langdon.

## Vida personal
Byatt se casó con Ian Charles Rayner Byatt en 1959 y se mudó a Durham. Tuvieron una hija juntos, así como un hijo, Charles, que fue asesinado por un conductor ebrio a la edad de 11 años mientras caminaba a casa desde la escuela. Habló de la muerte de su hijo y de su influencia en su carrera docente y posterior después de publicar The Children's Book, en el que aparece la imagen de un niño muerto: Byatt dijo que deseaba convertirse en escritora a tiempo completo, pero «si tuviera un trabajo "Podríamos enviar a mi hijo a una escuela de pago. Mi hijo fue asesinado en la puerta de Frank Kermode, el día que acepté el trabajo más o menos, así que no tenía sentido tener el trabajo excepto qué más iba a hacer». Byatt permaneció en el trabajo «mientras vivió, que fueron 11 años», luego, dijo, «fue como ser liberado de un hechizo». Llegó a considerar su carrera académica «de manera muy simbólica». Más tarde escribió el poema Dead Boys. El matrimonio se disolvió en 1969. Ese mismo año, Byatt se casó con Peter Duffy y tuvieron dos hijas.
La relación de Byatt con su hermana Margaret Drabble fue a veces tensa debido a la presencia de elementos autobiográficos en los escritos de ambas. Si bien su relación ya no era especialmente estrecha y no leían los libros de la otra, Drabble describió la situación como «rivalidad entre hermanos normal» y Byatt dijo que había sido «terriblemente exagerada por los columnistas de chismes». Byatt era agnóstica, aunque mantenía una afinidad por los servicios cuáqueros. Le gustaba ver billar, tenis y fútbol.f

## Ámbito literario
Su primera novela, La sombra del sol, de 1964, narra la vida de una joven bajo la aplastante figura de su padre. A continuación publicó El juego (1967), un estudio sobre la relación entre dos hermanas.
Luego comenzó a escribir sobre los miembros de una familia de York a mediados del siglo XX, en la tetralogía conocida como "El cuarteto de Frederica" (The Frederica Quartet), formado por: La virgen en el jardín (1978), Naturaleza muerta (1985), La torre de Babel (1996) y La mujer que silba (2002).
Su novela más conocida es Posesión (1990), con la que obtuvo el premio Booker y que fue adaptada al cine en 2002 por Neil LaBute, al igual que Ángeles e insectos (1992), que fue llevada al cine en 1995 por Philip Haas. También destacan El libro negro de los cuentos (2003) y El libro de los niños (2009), esta última finalista del premio Booker.
Byatt ha sido influida por Henry James y George Eliot, e incluso por poetas como Emily Dickinson, Robert Browning o T. S. Eliot. Es una autora que mezcla naturalismo y fantasía, y a veces se aproxima a D. H. Lawrence. Se cita también como influencia a Iris Murdoch, sobre la cual escribió un trabajo crítico. En sus últimos libros se aprecia su interés por las ciencias, especialmente la biología.
En 1990 se la reconoció como Oficial de la Orden del Imperio Británico y obtuvo  la orden de Dama en 1999. Fue premiada por la Fundación Alfred Toepfer de Hamburgo con el premio Shakespeare en 2002, como reconocimiento por su contribución a la cultura británica.
En 2016 la Praemium Erasmianum Foundation, institución cultural neerlandesa, le concedió el Premio Erasmus.

### Serie "El cuarteto de Frederica"
Frederica Potter es un personaje de ficción creado por A. S. Byatt para su serie El cuarteto de Frederica (The Frederica Quartet, 1978-2002) y que ha protagonizado a lo largo de 24 años las siguientes cuatro novelas:
1. 1978, La virgen en el jardín (The Virgin in the Garden)
2. 1985, Naturaleza muerta (Still Life)
3. 1996, La torre de Babel (Babel Tower)
4. 2002, La mujer que silba (A Whistling Woman)

## Obras

### Novelas
- 1964, La sombra del sol (The Shadow of the Sun). No publicada en español.
- 1967, El juego (The Game). No publicada en español.
- 1978, La virgen en el jardín (The Virgin in the Garden), trad. de Susana Rodríguez-Vida, publicada por Alfaguara en 2008. 1.ª novela de "El cuarteto de Frederica".
- 1985, Naturaleza muerta (Still Life), trad. de Susana Rodríguez-Vida, publicada por Alfaguara en 2010. 2.ª novela de "El cuarteto de Frederica".
- 1990, Posesión (Possession: A Romance), trad. de María Luisa Balseiro, publicada por Anagrama en 1992. Premio Booker.
- 1992, Ángeles e insectos (Angels & Insects), trad. de Javier Lacruz, publicada por Anagrama en 1995 y por DeBolsillo en 2010.
- 1996, La torre de Babel (Babel Tower), trad. de Susana Rodríguez-Vida, publicada por Alfaguara en 2011. 3.ª novela de "El cuarteto de Frederica".
- 2000, El cuento del biógrafo (The Biographer's Tale). No publicada en español.
- 2002, La mujer que silba (A Whistling Woman), trad. de Susana Rodríguez-Vida, publicada por Emecé en 2003. 4ª novela de "El cuarteto de Frederica".
- 2009, El libro de los niños (The Children's Book), trad. de Miguel Temprano García, publicada por Lumen en 2010. Finalista del Premio Booker.
- 2011, Ragnarok: el fin de los dioses (Ragnarok: The End of the Gods, Canongate Myth Series). No publicada en español.

### Libros de relatos
- 1987, Sugar and Other Stories. No publicada en español.
- 1993, The Matisse Stories . No publicada en español.
- 1994, The Djinn in the Nightingale's Eye. No publicada en español.
- 1998, Elementals: Stories of Fire and Ice. No publicada en español.
- 2003, El libro negro de los cuentos (Little Black Book of Stories), trad. de Susana Rodríguez-Vida, publicada por Alfaguara.

#### Cuento
- 2013, «Sea Story» (relato publicado en el periódico The Guardian).[5]

### Estudios críticos
- 1965, Degrees of Freedom: The Early Novels of Iris Murdoch
- 1989, Unruly Times: Wordsworth and Coleridge, Poetry and Life
- 1991, Passions of the Mind: Selected Writings  ensayo.
- 1995, Imagining Characters: Six Conversations about Women Writers , edición con Ignes Sodre.
- 2000, On Histories and Stories: Selected Essays , ensayo.
- 2001, Portraits in Fiction
- 2016, Peacock & Vine: On William Morris and Mariano Fortuny

### Otras obras
- 1970, Wordsworth and Coleridge in Their Time
- 1976, Iris Murdoch: A Critical Study
- 1990, George Eliot: Selected Essays, Poems and Other Writings , edición con Nicholas Warren.
- 1995, New Writing Volume 4 , edición con Alan Hollinghurst.
- 1997, New Writing Volume 6 , edición con Peter Porter.
- 1998, Oxford Book of English Short Stories , edición.
- 2001, The Bird Hand Book , con fotografías de Victor Schrager.

## Adaptaciones cinematográficas
- 1995, Ángeles e insectos (Angels and Insects), dirigida por Philip Haas y protagonizada por Mark Rylance, Kristin Scott Thomas y Patsy Kensit. 1 nominación al Óscar en 1997 como Mejor diseño de vestuario.
- 2002, Posesión (Possession), dirigida por Neil LaBute y protagonizada por Gwyneth Paltrow, Aaron Eckhart y Jeremy Northam.
- 2022, Tres mil años esperándote (Three Thousand Years of Longing), basada en el libro de relatos The Djinn in the Nightingale's Eye, dirigida por George Miller y protagonizada por Idris Elba y Tilda Swinton.